# Кутанка
Кутанка (возможно, от бур. хотон — хлев, загон) — деревня в Осинском районе Усть-Ордынского Бурятского округа Иркутской области. Входит в муниципальное образование «Бильчир».

## География
Находится в 40 км к северу от районного центра, села Оса на абсолютной высоте 414 метров над уровнем моря.

### Внутреннее деление
Состоит из 13 улиц:
- Буянгутская
- Левая
- Ленина
- Магазинная
- Молодёжная
- Нагорная
- Речная
- Российская
- Сибирская
- Сосновая
- Сягтуйская
- Шармаг
- Школьная

## Инфраструктура
В деревне функционирует школа, Дом культуры.

## Население
| 2002 | 2010 | 2011 | 2012 | 2020 |
| ---- | ---- | ---- | ---- | ---- |
| 344  | ↗348 | ↘347 | ↗348 | ↗433 |

Национальный состав
Согласно результатам переписи населения 2002 года, в национальной структуре населения села буряты составляли 96%.